# NGC 3932
NGC 3932 este o galaxie situată în constelația Ursa Mare. A fost descoperită în  de către .